# FKジェリェズニチャル・スルプスコ・サラエヴォ
FKジェリェズニチャル・スルプスコ・サラエヴォ（FK Željezničar Srpsko Sarajevo）は、ボスニア・ヘルツェゴビナのスルプスカ共和国スルプスコ・サラエヴォ（イストチノ・サラエヴォ）をホームタウンとするサッカークラブである。

## 歴史
プルヴァ・リーガRS初年度の1995-96シーズンに東地域で9位に終わり、入れ替え戦で敗れてドルガ・リーガRSに降格した。
1996-97シーズンにドルガ・リーガRS・スルプスコ・サラエヴォ地域で優勝してプルヴァ・リーガRSに昇格した。
1シーズン制に変更された1997-98シーズンは18チーム中最下位に終わり、15位のムラドスト・ロガティツァ、16位のポレト・ブロド、17位のスロガ・ドボイと共にドルガ・リーガRSに降格した。

## 獲得タイトル
- ドルガ・リーガRS：1回
  - 1996-97